# 1578 Kirkwood
1578 Kirkwood je asteroid v glavnem asteroidnem pasu. Spada med asteroide tipa D. Pripada asteroidni družini Hilda. 

## Odkritje
Asteroid Kirkwood  so odkrili 10. januarja 1951 na Observatoriju Goetheja Linka blizu Brooklyna (v zvezni državi ZDA Indiani) v okviru Programa Indiana Asteroid. Pri odkritju je sodelovalo večje število ljudi. Poimenovan je po ameriškem astronomu Danielu Kirkwoodu.